# Eraitz Saez de Egilaz
Eraitz Saez de Egilaz Ramos (Beasáin, 6 de noviembre de 1996) es una abogada y política vasca, Diputada en el Parlamento Vasco y Secretaria de Juventud de la coalición EH Bildu.

## Biografía
Se graduó en Derecho en la Universidad del País Vasco en 2018 y después cursó el Máster en abogacía por la misma universidad. Tras superar la prueba de acceso, obtuvo el título de abogada en el año 2020 y se colegió como abogada.
Es hija de Carlos Sáez de Eguilaz Murguiondo miembro de Xaki, organización que actuaba como aparato internacional de la organización terrorista Euskadi Ta Askatasuna, y condenado a 15 años de cárcel como parte de la estructura de extorsión de la banda terrorista que recogía las extorsiones a empresarios. En el año 2017 fue elegida Secretaria de Juventud de la coalición EH Bildu, entrando a formar parte de la Mesa Política de la coalición.
En el año 2020 fue candidata al Parlamento Vasco por Guipúzcoa en las elecciones de 12 de julio de 2020 y salió elegida, convirtiéndose en miembro del Parlamento Vasco con 23 años.